# Аннасахеб Кірлоскар
Аннасахеб Кірлоскар (маратхі:बळवंत पांडुरंग किर्लोस्कर, 31 березня 1843 —2 листопада 1885) — індійський драматург, що писав мовою маратхі та каннада.

## Життєпис
Народився у с. Гурлахосура у сучасному штаті Карнатака. При народженні отримав ім'я Балвант Пандуранг. Тут закінчив початкову школу, де окрім маратхської мови вивчив каннаду. У 1863 році перебрався до Пуни, щоб продовжити навчання. Під час цього захопився театром. Це спонукало батьків змусити сина повернутися додому у 1864 році. Згодом влаштувався вичтелем у м. Белгаум. Тоді ж став складати свої перші п'єси. Першою була «Бхаратшастротеджак-мандалі» (1866 рік). Розквіт творчості його припав на 1880-х рокі. Втім здобутю результатів своєї діяльності Кірлоксару завадила раптова смерть у 1885 році.

## Творчість
Аннасахеб Кірлоскар став одним із встворювачів нової жанрової форми — санґіт — музичної драми, яка уславила маратхський театр, стала загальноіндійським надбанням.
Першим зразком цієї драми стала п'єса «Шакунтала» у 1880 році. Ця дата вважається народженням сучасної маратхських драматургії. В ній Аннасахеб Кірлоскар узагальнив досвід традиційної пуранічної драми, народних форм театру різних районів Індії, класичної санскритської драми. У галузі музичного оформлення використав елементи пісенних традицій народів півдня і урдумовного середовища.
У другій п'єсі Кірлоскар «Саубхадра» (1882 рік) представлена сценічна версія відомого пуранічного сюжету про одруження Арджуни на сестрі Крішни. Цей твір залишається однім з найулюбленіших драм маратхів дотепер.
У 1884 році почав працювати над п'єсою Рам Раджья Війог, втім драматург не встиг її завершити.